# Садиба Мерінга (Київ)
Садиба Мерінга (також Мерингівський сад, сад Меринга, садиба Мьорінга, Київський Париж) — історична місцевість у Печерському районі Києва. Назва походить від садиби професора медицини Київського університету Ф. Ф. Мерінга, яка у другій половині XIX століття розташовувалася між сучасними вулицями Хрещатик, Городецького, Лютеранською і Банковою.

## Історія
Уперше садиба згадується на початку XIX століття як власність графа Безбородька. Пізніше садиба перейшла у власність жандармського корпусу і отримала назву «Жандармський сад». У 1862 році імператор Олександр II подарував садибу генерал-майорові Ф. Ф. Трепову. У 1860-х роках постало питання про прокладання нової вулиці, яка б з'єднала Анненковську та Інститутську вулиці. Ініціатором цього питання у 1865 році став тодішній київський губернатор Казнаков, а у 1870 році офіційний дозвіл на це дав імператор. Генерал Трепов був незадоволений такою ініціативою, він вимагав, у разі прокладання вулиці, компенсацію у вигляді додаткових 20 десятин землі, проте його бажання не задовольнили, запропонувавши грошову компенсацію у розмірі 2391 карбованців 50 копійок. Зрештою Трепов вирішив продати ділянку професору медицини Ф. Ф. Мерінгу (за іншими джерелами колишнім власником садиби був письменник Є. П. Рудиковський). Професор Мерінг до цього активно скуповував менші ділянки у цій місцевості, тож із придбанням садиби Трепова, він став власником просторої садиби площею понад 10,5 га. Більшу частину ділянки Мерінг виділив під міський сад, а також дозволив прокласти тут нову вулицю, що й було зроблено у 1873—1874 роках. Сад Мерінга швидко став серед киян одним з найулюбленіших місць для прогулянок, тут були оранжереї, городи, виноградники, ставок із купальнею, який взимку перетворювався на ковзанку.
Професор Мерінг помер у 1887 році, коли у Києві почалася будівельна лихоманка. Нащадки професора вирішили віддати ці угіддя під забудову, звернувшись у 1891 році з відповідною ініціативою до Міської думи, проте ініціатива лишилася тільки на папері. Із розвитком будівельного буму садиба ставала все більш привабливою для підприємців: спорудження прибуткових будинків тут, у центральній частині міста, мало принести величезний зиск. Зрештою у 1895 році було створено Київське домобудівне товариство, яке очолив інженер і домовласник І. І. Сибіряков, а до правління увійшли Михайло Федорович Мерінг, син професора і на той час — одноосібний власник садиби, підприємець і меценат Д. С. Марголін та архітектор Г. П. Шлейфер.
Забудова садиби почалася в 1895—1896 роках. Із міською владою погодили прокладання чотирьох нових вулиць — Миколаївської, Ольгинської, Мерінговської та Нової, а також Миколаївської площі на місці колишнього ставка. Авторами проєкту трасування стали Г. П. Шлейфер та помічник міського землеміра Й. В. Шуминський. Під час прокладання вулиць довелося деякою мірою зрівняти місцевість і зняти близько 175 тис. м³ ґрунту, який, втім, використали для засипання Афанасівського яру (район сучасної вулиці В'ячеслава Липинського) та планування парку Володимирська гірка.
5 січня 1896 року відбулося остаточне оформлення угоди про продаж садиби, вартість якої становила 1,8 млн карбованців.

## Київський Париж

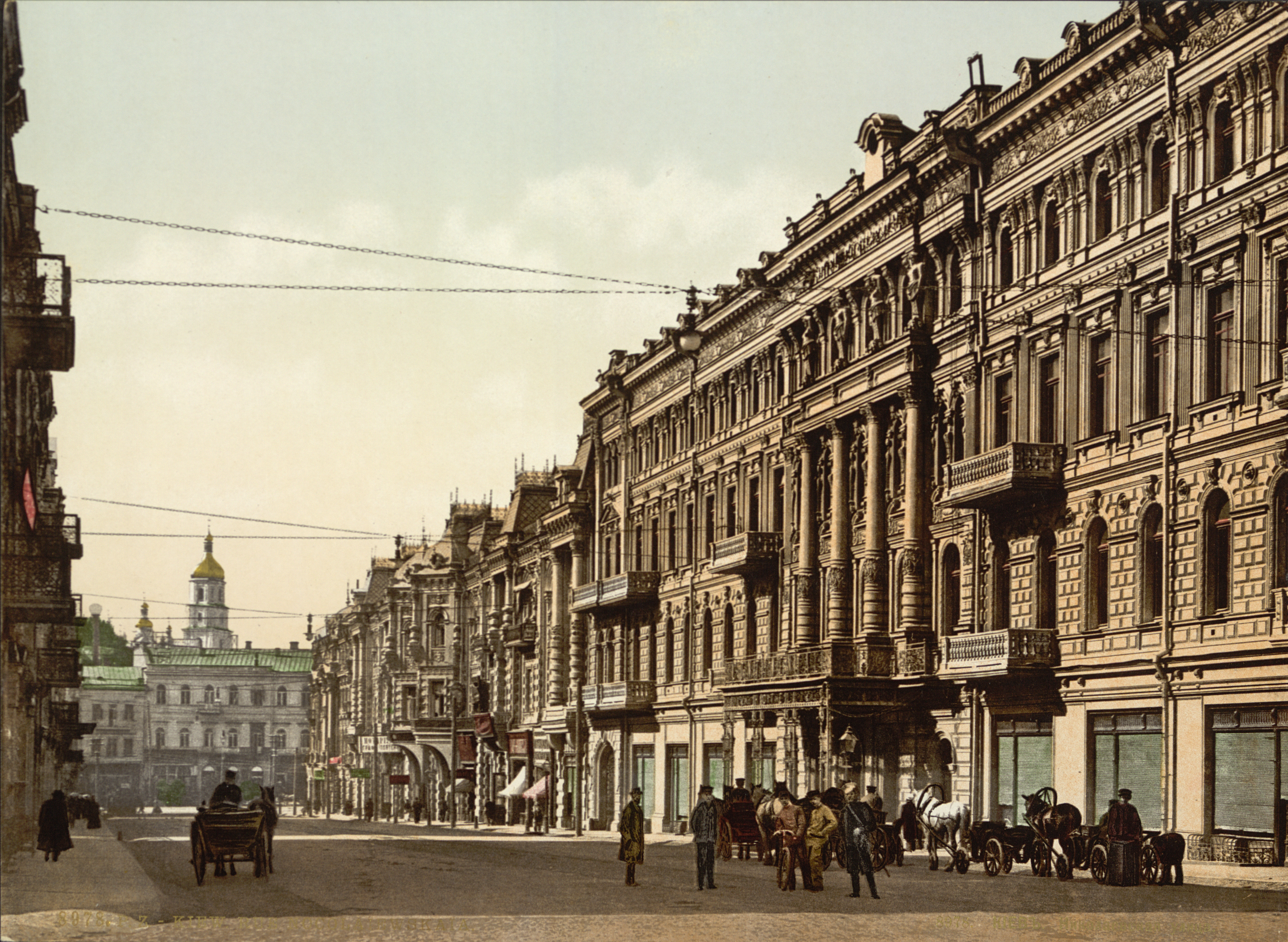
Початок Миколаївської вулиці

Колишня садиба Мерінга швидко забудовувалася сучасними (на той час), п'яти- та шестиповерховими прибутковими будинками у стилях модерн, ренесанс, необароко та неоготика, більшість з яких збереглися і мають статус пам'яток архітектури. Авторами проєктів будинків були архітектори Г. П. Шлейфер, Е. П. Брадтман, В. Городецький, М. Клуг.
Першою вулицею у новому житловому районі стала Миколаївська, першими зведеними будинками — № 1, № 3 (не збереглися) та № 5. У будинку № 5 у 1897 році відкрився готель «Контіненталь», який вважався на той час найкращим і найсучаснішим готелем у Києві. Будинок № 9 по Миколаївській вулиці, зведений у 1900—1901 роках, став на той час найвищим у Києві. На тій же Миколаївський вулиці було зведено двоповерхову будівлю для цирку П. Крутікова на 2000 місць — найбільший на той час цирк у Європі. У будинку № 10 відкрилася жіноча гімназія О. Плетньової. У будинку № 11-а у 1910-х роках діяв Київський літературно-артистичний клуб.
Найцікавішою будівлею став унікальний за розташуванням і оздобленням прибутковий будинок на Банковій вулиці, 10, зведений у 1901—1903 роках В. Городецьким.
У 1898 році на розі Хрещатика і Миколаївської (Городецького) постала будівля Промислового банку (не збереглася), а на місці колишнього ставка зведено будівлю театра «Соловцов» (сучасний Національний академічний драматичний театр імені Івана Франка). На вулиці Мерінгівський, 8 діяв театр Геймана.
Колишня садиба Мерінга перетворилася на видатний з архітектурної точки зору житловий район, який отримав серед киян неофіційну назву «Київський Париж», ставши популярним місцем серед творчої богеми. У готелі «Континенталь» зупинялися видатні вітчизняні та іноземні актори, у цирку Крутікова співак Федір Шаляпін вперше виконав народну пісню «Дубинушка», яка стала перлиною його творчості, у «Російському цирку», що розташовувався на Новій вулиці (Станіславського), виступав борець-початківець І. Піддубний.
Тут мешкало багато видатних письменників, поетів, акторів, науковців, громадських діячів: на вулиці Заньковецької — А. Ахматова, І. Еренбург, І. Паторжинський, Ю. Смолич, на вулиці Ольгинській — Г. Юра, М. Яковченко, Д. Мілютенко, на вулиці Станіславського — Л. Медведь та А. Філіпенко, на вулиці Городецького — М. Крушельницький, Є. Пономаренко, Н. Ужвій, О. Греків та інші.
Також ця місцевість була центром низки історичних подій. На Миколаївській вулиці працювали військові міністерства Української держави та УНР. У будинку цирка Крутикова 29 квітня 1918 року П. Скоропадського обрали гетьманом України. У приміщенні кінотеатру «Україна», який після війни постав на місці цирку, 4 вересня 1965 року пройшла акція протесту проти арештів серед української інтелігенції.
Забудова колишньої садиби Мерінга значно постраждала у вересні 1941 року, коли під час нацистської окупації диверсійні групи НКВС підірвали центр міста. Зокрема були зруйновані будинки № 1 і № 3 на Миколаївській вулиці, будівля цирку Крутикова, театр Геймана, частково зруйнований будинок Гінзбурга.

## Галерея

Цирк Крутікова, не пізніше 1930-х рр.
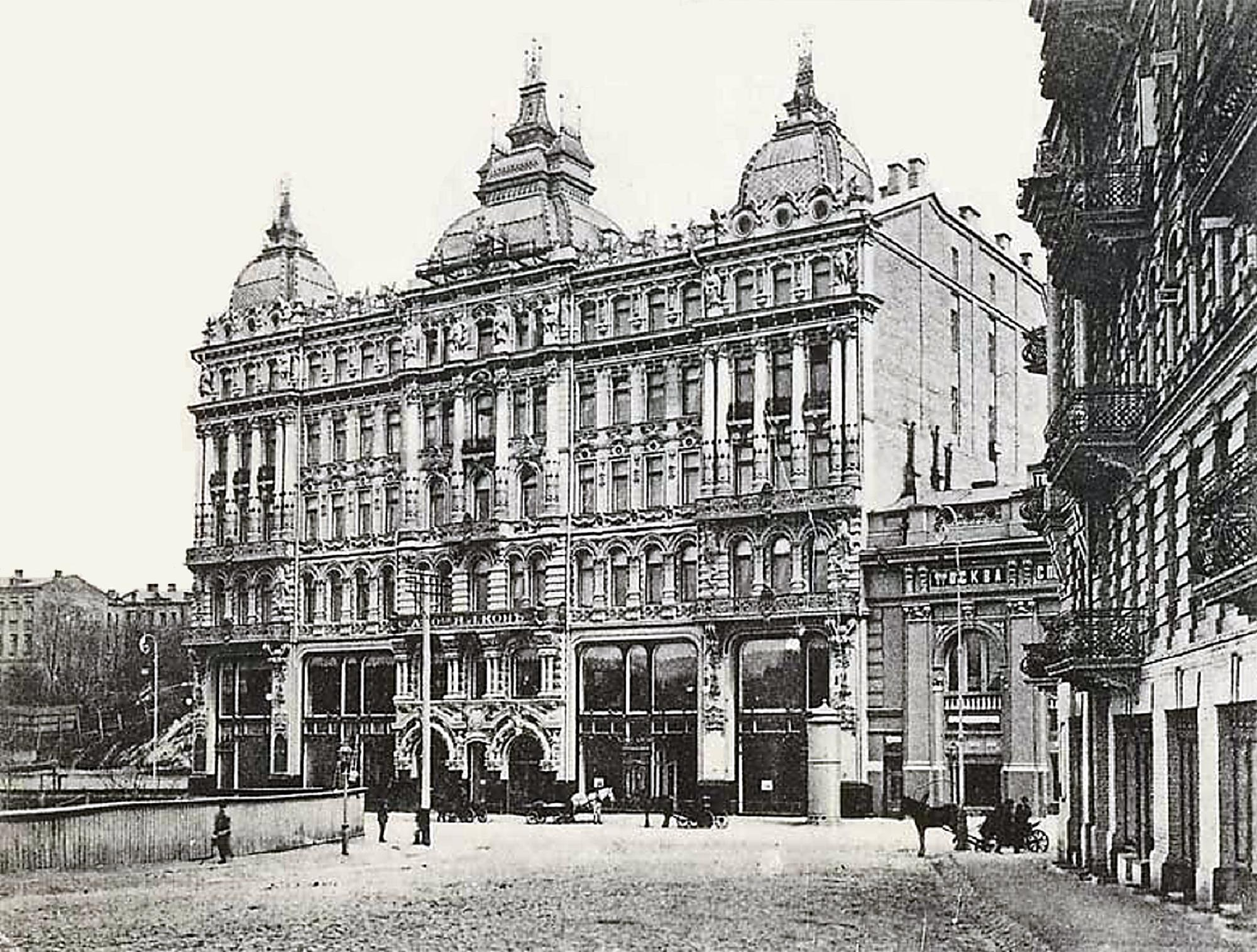
Будинок Гінзбурга, 1900-ті рр.
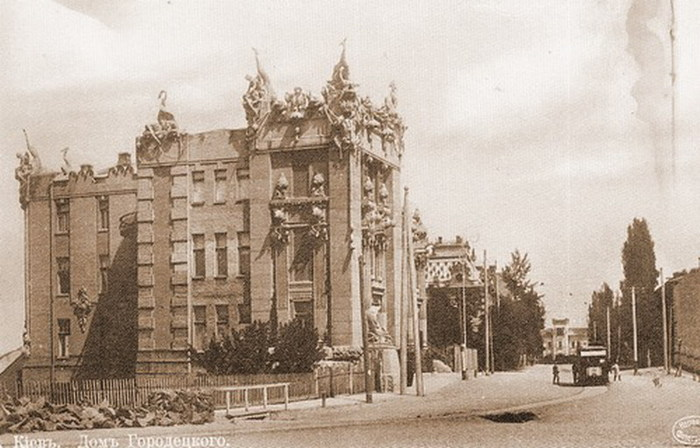
Будинок із хімерами, 1900-ті рр.
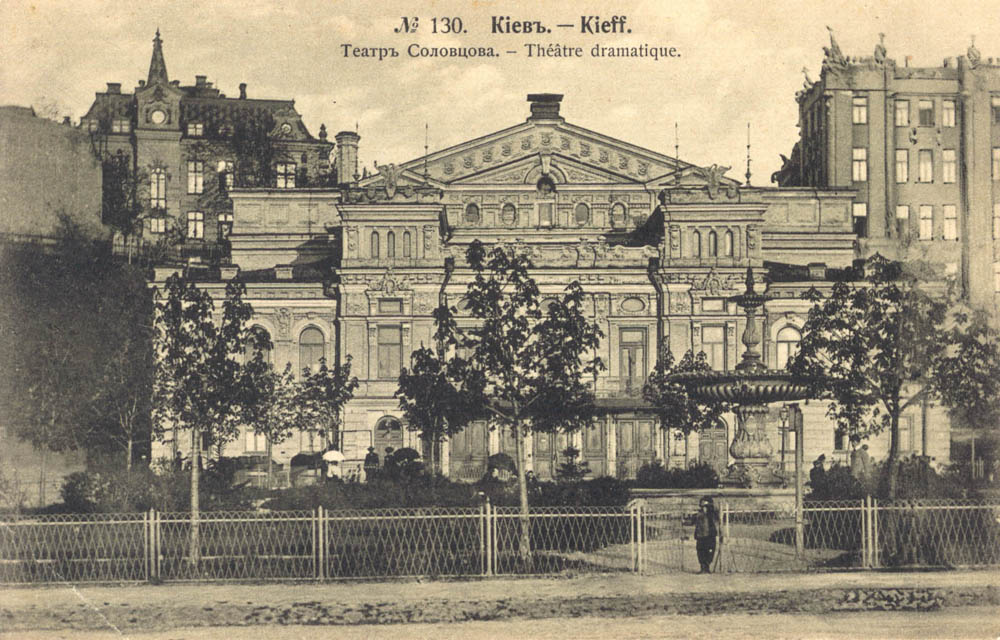
Театр «Соловцов», 1900-ті рр.
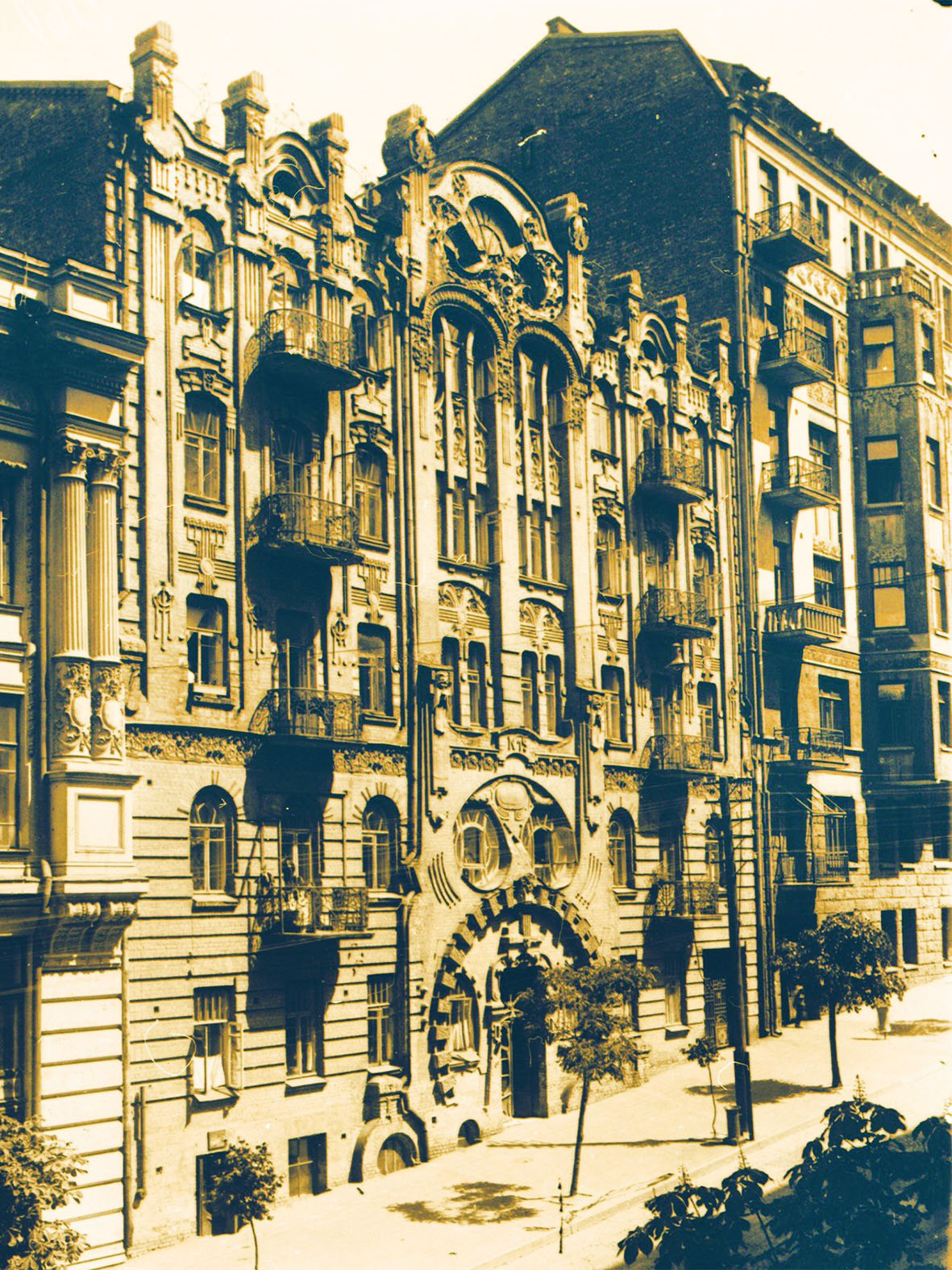
Будинок барона Гессельбейна
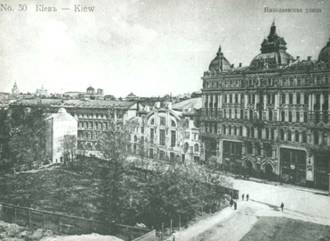
Будинок Гінзбурга та цирк Крутікова
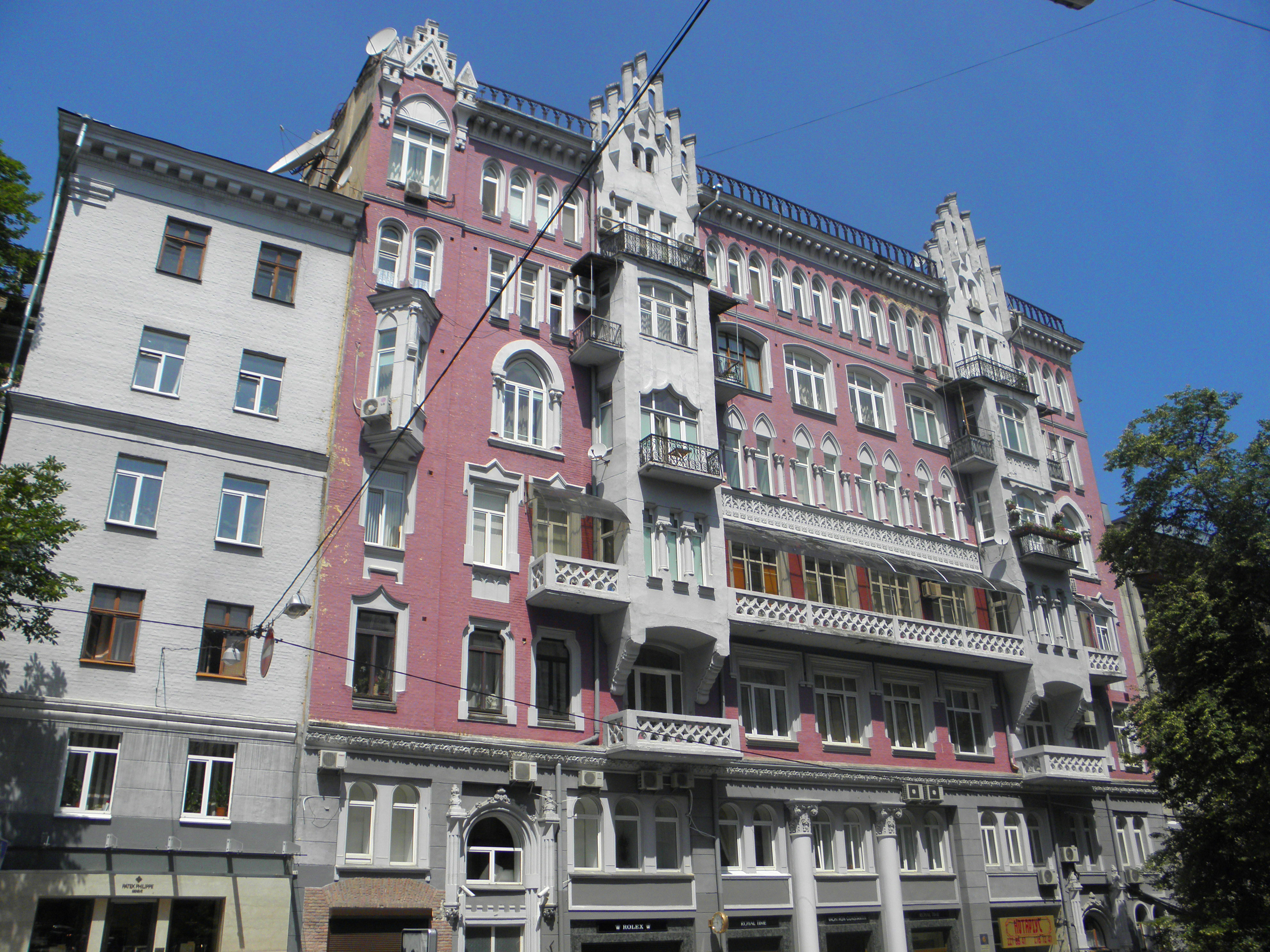
Будинок № 6 по вулиці Заньковецької
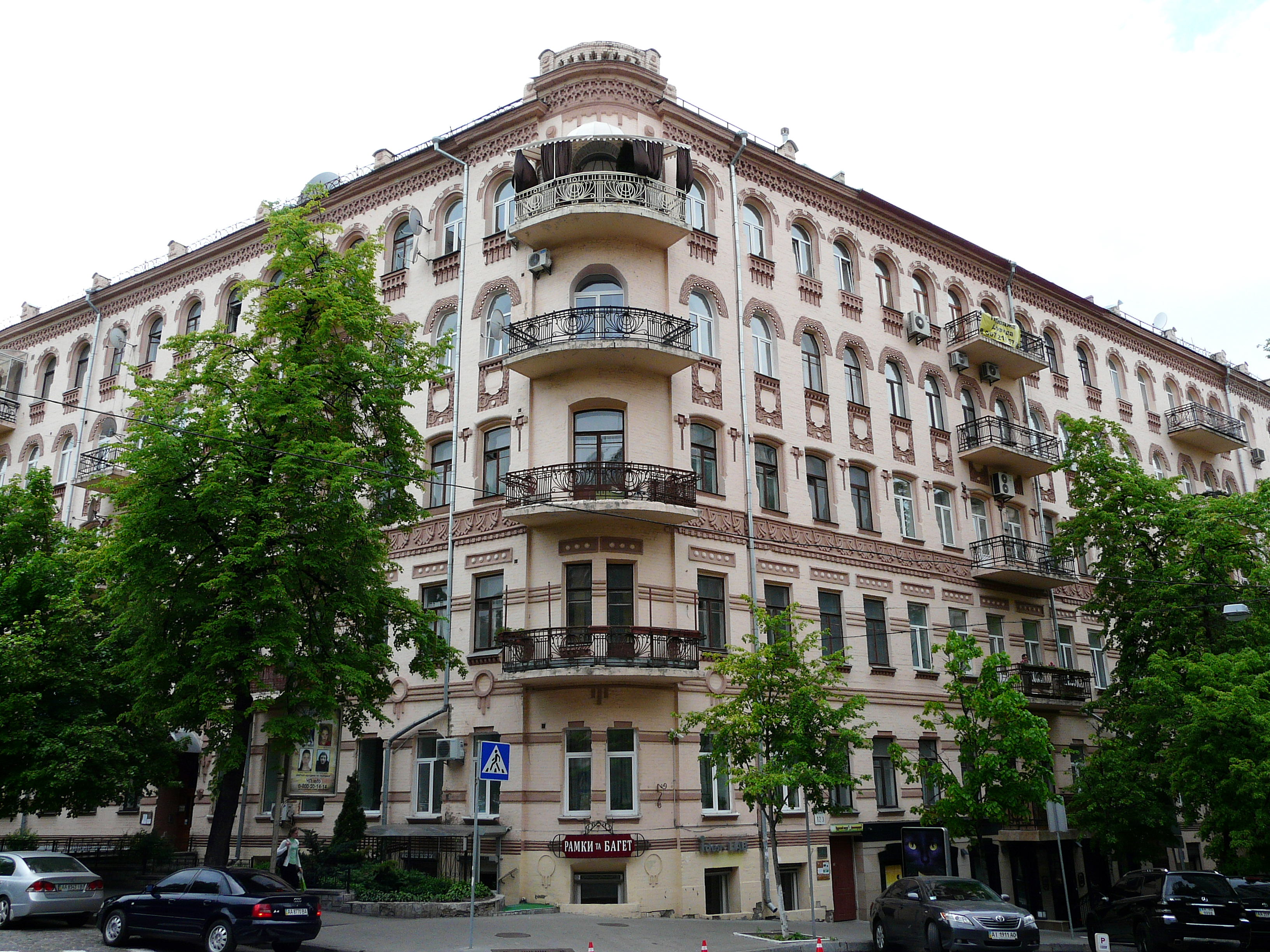
Будинок № 3/12 по вулиці Станіславського
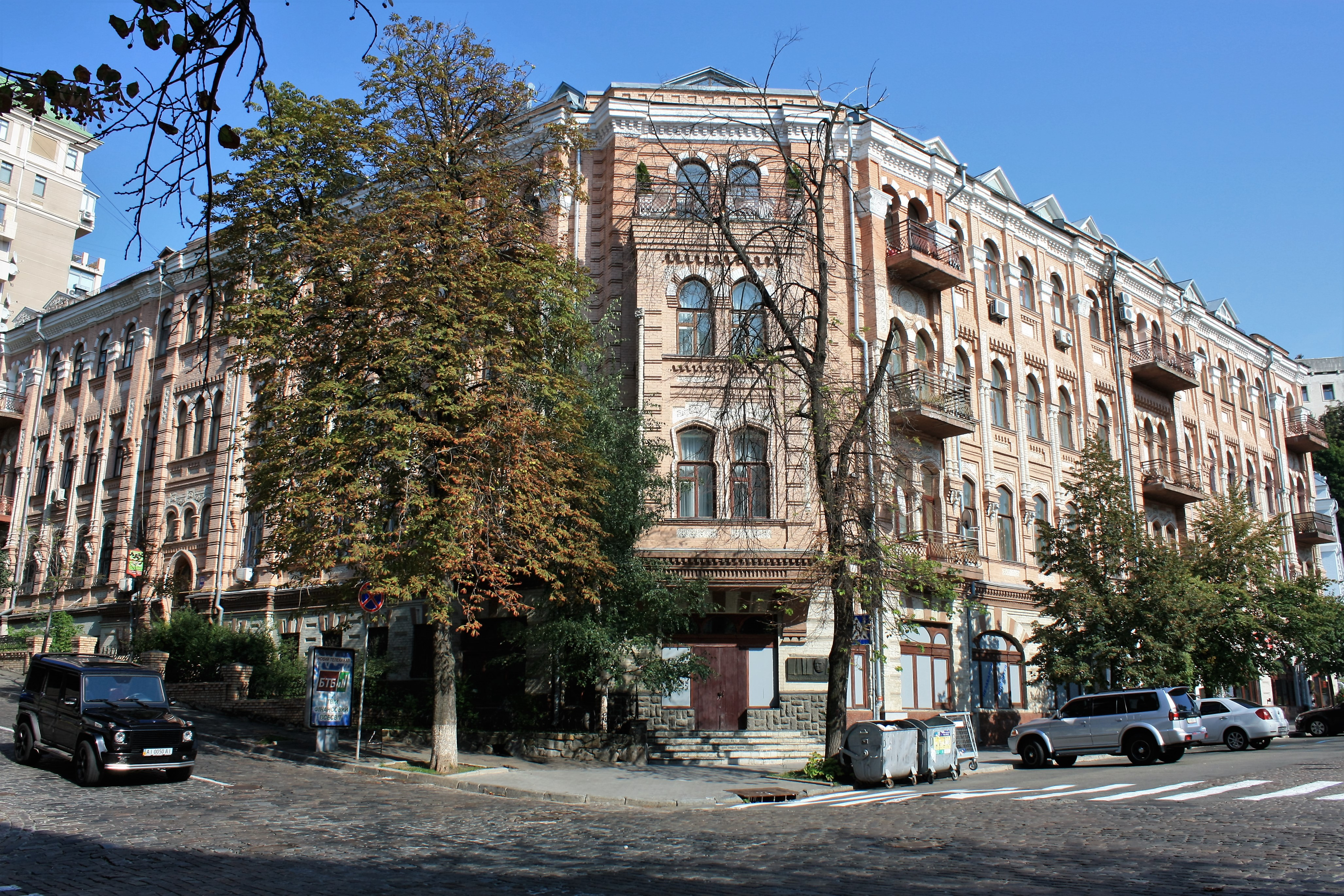
Будинок № 2/1 по вулиці Ольгинській
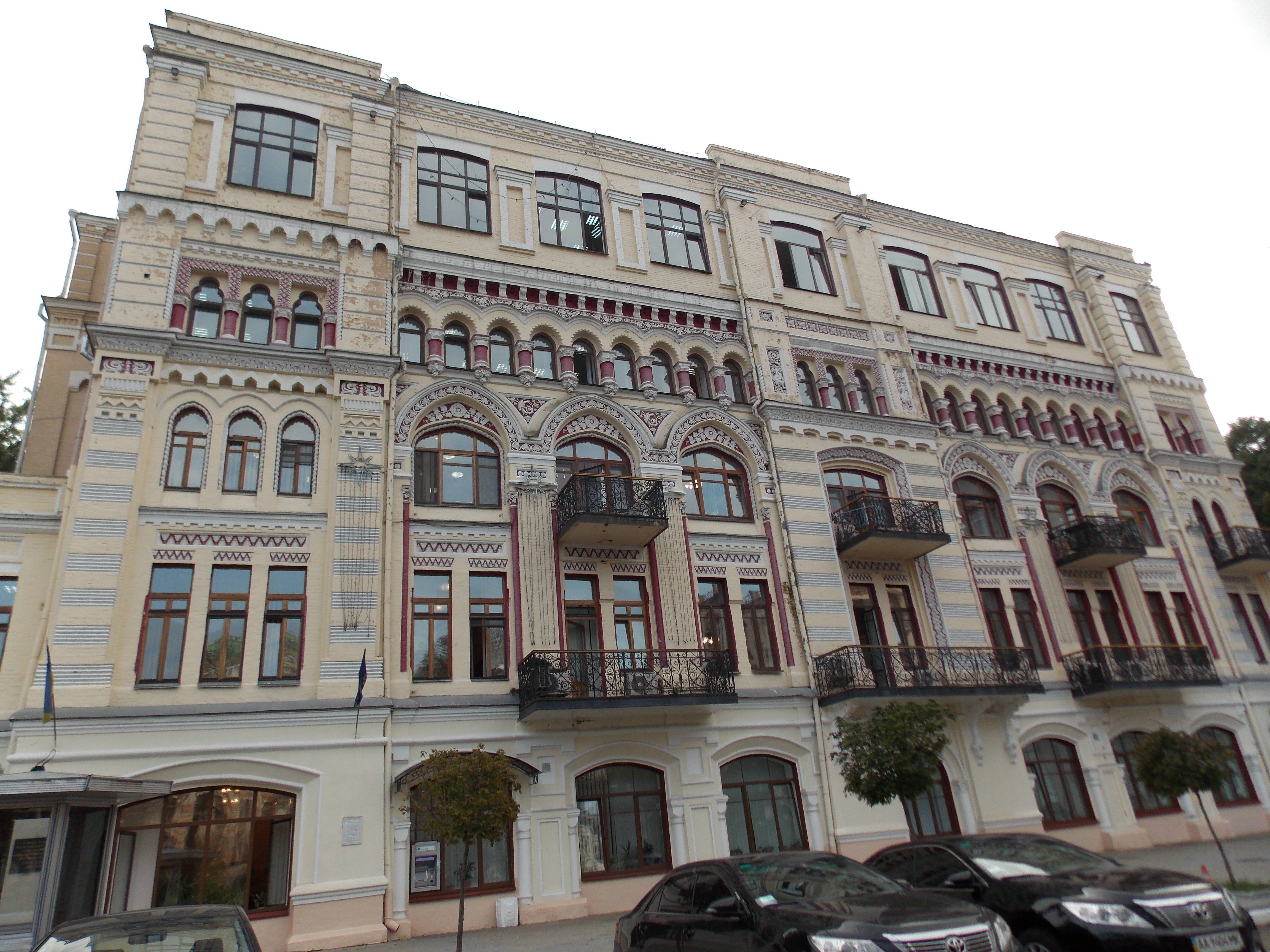
Будинок № 5 на площі Івана Франка